# Hypothetisch Vermoord
Dmitri Sjostakovitsj schreef de muziek voor Hypothetisch Vermoord (opus 31) in 1930.

## Geschiedenis
Tijdens een verblijf in Odessa komt Sjostakovitsj in contact met Sovjet-performer Leonid Oetiosov. Deze Oetiosov is naast clown ook acrobaat, stuntman, violist, gitarist, zanger, bandleider en naar eigen zeggen ook filmster. Oetiosov en Sjostakovitsj zien elkaar daarna een paar keer. Sjostakovitsj is wel gecharmeerd van Oetiosovs band (Tea-Jazz Ensemble), maar vindt dat hun kwaliteit tekortschiet. In 1930 geeft Oetisov een voorstelling in de Muziekhal in Sint-Petersburg (toen Leningrad). Het was een voorstelling met nogal lichte muziek; gedirigeerd door theaterdirecteur Isaak Dunaevsky. Hoewel de show een succes was, wilde men het toch wat serieuzer aanpakken. Toen kwam Sjostakovitsj weer in beeld.

## Verhaal
Het verhaal speelt zich af binnen de Burgerstrijdkrachten van Rusland in die tijd. Men houdt een oefening bij een luchtaanval. Een van de leden ziet dat niet zo zitten; hij zit liever bij zijn liefje thuis. Om dat de verdoezelen voor de leiding, wordt gesteld dat hij vermoedelijk vermoord is door de (vermoedelijke) vijand. De hoofdpersoon wil niet "vermoord" worden en rent weg, met iedereen en alles achter zich aan. Het verhaal gaat dat de uitvoering begon met een film waarin de hoofdrolspeler (Oetiosov) achternagezeten wordt door de theaterhond Alpha (zeer beroemd in die tijd). Na verloop van tijd gaat de film vanzelf over in het toneelstuk.
Bovenstaand verhaal werd geleverd door Evgeny Ryss en Vsevolod Voevodin, twee komedieschrijvers in die tijd.

## Muziek
De muziek is duidelijk geschreven in de tijd dat Sjostakovitsj nog populair was bij volk en Sovjetleiding. Het klinkt vrolijk en is typische revuemuziek; geestig zonder zware ondertoon. De première vond plaats op 20 oktober 1931 in de Muziekhal in Sint-Petersburg, onder leiding van eerder genoemde Dunaevsky. Ook hier weer succes, maar het bleef bij één opvoering. Critici sabelden het stuk neer, want het was voor hen niet mogelijk dat een zo zwaarwichtig onderwerp (land verdedigen) zo clownesk werd aangepakt.
De partituur en andere gegevens zijn zoekgeraakt, waarschijnlijk tijdens het beleg en bombardement van Sint-Petersburg. Alleen de pianopartituur met aantekeningen voor orkestratie is bewaard gebleven. In 1992 heeft de Britse componist Gerard McBurney de orkestratie gereconstrueerd aan de hand van gegevens in die pianopartij en andere composities van Sjostakovitsj. Delen van deze revuemuziek komen namelijk terug in zijn latere werken, b.v. de opera Lady Macbeth van het Mtsensk District en in zijn 1e pianoconcert.

## Opusnummer
De oorspronkelijke, dus verloren gegane muziek heeft opus 31; de bewerking van McBurney 31A en het uittreksel van de pianomuziek 31B.  

## Bron
- uitgave van United